# Bailleul Road West Cemetery
Bailleul Road West Cemetery is een Britse militaire begraafplaats met gesneuvelden uit de Eerste Wereldoorlog, gelegen in de Franse gemeente Saint-Laurent-Blangy in het departement Pas-de-Calais. De begraafplaats ligt 1.600 m ten noorden van het gemeentehuis van Saint-Laurent-Blangy. Ze heeft een rechthoekig grondplan met een oppervlakte van 359 m² en is omgeven door een muur van gekloven keien afgedekt met natuurstenen blokken. Ze is vanaf de Route d'Hénin Beaumont bereikbaar via een verhard pad van 290 m. Centraal achteraan staat het Cross of Sacrifice. De begraafplaats wordt onderhouden door de Commonwealth War Graves Commission.
Er worden 92 doden herdacht waaronder 6 niet geïdentificeerde.
In dezelfde gemeente ligt 1.300 m zuidwestelijker de Bailleul Road East Cemetery.

## Geschiedenis
Een deel van de gemeente St. Laurent-Blangy werd in maart 1916 door de Britse troepen ingenomen. Later viel ook de rest in Britse handen op de eerste dag van de Slag bij Arras op 9 april 1917.
De begraafplaats werd in mei 1917 door de 12th Royal Scots  aangelegd. De meerderheid van de gesneuvelden vielen op 9 april 1917.

## Onderscheiden militairen
- T.W. Martin, kapitein bij het Royal Army Medical Corps werd onderscheiden met het Military Cross (MC).
- John Mann Grant, onderluitenant bij de Royal Scots en J. Findlay, sergeant bij de King's Own Scottish Borderers werden onderscheiden met de Distinguished Conduct Medal (DCM).
- sergeant Harry Gray (alias H.G. Foster) en de korporaals J. Hamilton, R. Rodon en James Roberts ontvingen de Military Medal (MM).